# دما (فیلم ۱۹۹۳)
دما (به انگلیسی: The Temp) فیلمی محصول سال ۱۹۹۳ و به کارگردانی تام هالند است. در این فیلم بازیگرانی همچون تیموتی هاتن، لارا فلین بویل، دوایت شولتز، اولیور پلات، فی داناوی، استیون وبر، اسکات کافی، مورا تیرنی، داکین متیوز و لین شی ایفای نقش کرده‌اند.